# Некроморфы
Некроморфы (от др.-греч. νεκρός — «смерть» и μορφή — «форма») — вымышленная форма жизни в серии компьютерных игр Dead Space, а также основанных на ней романах, комиксах и анимационных фильмах. По материалам журнала «Игромания», заняли первое место в списке самых страшных чудовищ в компьютерных играх.
Их конкретное происхождение неизвестно, но появились они благодаря артефакту «Обелиск», содержащему ДНК данной формы жизни. Для воспроизводства некроморфам необходимы трупы других существ, поэтому они крайне агрессивны по отношению к любым другим видам. Превращение захваченного тела в новую особь происходит почти моментально. Некроморфы обладают высокой выносливостью и способны переносить практически любые повреждения; даже полное расчленение не убивает их, а лишь нейтрализует. Ключом к подавлению вируса, приводящему к трансформации в некроморфа, является сам «Обелиск».
«Обелиск» ассоциируются и со вторжением в психику персонажа — в том числе с галлюцинациями, в которых размываются границы между жизнью и смертью, прошлым и настоящим. Сами некроморфы соединяют в себе инопланетный разум и человеческую плоть, нарушая границу как между человеческим и нечеловеческим, так и между отдельными существами — тела некроморфов могут быть собраны из частей, принадлежавших разным людям. По словам продюсера Dead Space Глена Скофилда, при создании этих монстров разработчики игры изучали множество фотографий подлинных изувеченных тел — жертв автокатастроф, военных конфликтов и тому подобного. Художник Кристофер Шай, работавший над графическими новеллами по играм, для создания образов некроморфов изучал медицинские статьи об опухолях и онкологических заболеваниях; с его точки зрения, некроморфы должны вести себя подобным образом — «одна клеточная масса атакует другую».
Некоторые некроморфы относительно человекоподобны, тогда как другие, с учетом условий трансформации, приобретают черты животных видов. Отдельные некроморфы отличаются сверхъестественной подвижностью, другие медленно ковыляют или пошатываются при ходьбе, третьи прикреплены к поверхностям. Некроморфы издают разнообразные звуки — рёв, стоны, вздохи; тела некоторых существ могут содержать меньших некроморфов, ядовитые жидкости или пары. Если некроморфам удаётся добраться до любого живого существа, они расправляются с ним разнообразными способами — пронзают, разрывают на куски и т.д..
Существуют более развитые формы некроморфов, характеризующиеся повышенной агрессивностью. Эти особи, как правило, отличаются более тёмной пигментацией и демонстрируют повышенную устойчивость к повреждениям.
Финальной стадией эволюции некроморфов являются Братские Луны — планетарные организмы, созданные из планет и всех находящихся на ней существ. Конечная задача «Обелиска» — инициировать Схождение — масштабное событие, во время которого все некроморфы сливаются в единую массу, образуя новую Братскую Луну.
В игровой вселенной, возникшая в современности религия – юнитология, утверждает, что её последователи воскреснут после смерти, но они (по крайней мере рядовые) не знали, что это происходит путем превращения в некроморфов. Когда последствия воздействия Обелиска становятся ясными, одни юнитологи отвергают такое «воскрешение», другие же приветствуют его и призывают не сопротивляться.